# Caramelldansen
Caramelldansen (que en idioma sueco significa Baile Caramelo o Danza Caramelo) es la primera canción del álbum Supergott lanzado en el 2001 por el grupo sueco Caramell. También es un popular fenómeno de Internet que comenzó en la segunda mitad del 2006. 
La pequeña animación de 15 fotogramas muestra a Mai y Mii, personajes de la novela visual japonesa Popotan (haciendo un meneo de caderas con sus manos en la cabeza simulando orejas de conejo en la forma Super Deformed), con la versión acelerada ("Speedycake" Remix o Speed up/Nightcore) de la mencionada canción de Caramell.

## Historia
Popotan comenzó como un videojuego de PC el 12 de diciembre de 2002. Después que el anime fuera lanzado por primera vez en Japón del 17 de julio de 2003 al 2 de octubre de 2003, animaciones GIF de la apertura de la serie animada empezaron a circular por Internet donde uno de sus personajes (Mii) interpretaba una pequeña danza.
No pasó mucho tiempo para que secuencias animadas del videojuego original fueran extraídas y puestas en Internet en formato GIF.
A mediados del 2005, Caramelldansen (la animación Flash) se extendió por Internet en repositorios de Flash o en comunidades populares como 4chan y 2channel. El Flash fue conocido con otros nombres como "Popotan Dance" o "Popotan Dansen".

## Parodias
Mientras este fenómeno se extendía, artistas y fanáticos comenzaron a copiar y adaptar la animación, incluyendo otros personajes en ellas. Las primeras parodias fueron basadas de la pura secuencia animada GIF. Después de que Caramelldansen fuera lanzada, la gran mayoría de las versiones posteriores fueron basadas en ella.
A finales del 2007, se empezaron a ver un gran número de parodias de Caramelldansen en sitios como Nico Nico Douga (sitio popular japonés para compartir videos y música) FurAffinity y YouTube.
En 2010 y en la serie de Disney Channel Phineas & Ferb se imitó el Caramelldansen durante un viaje a Japón (Aun a pesar de que la canción es sueca y no japonesa), en el capítulo 39 "El verano tuyo es".
En Japón, Caramelldansen es también conocida como ウッーウッーウマウマ (u- u- umauma, donde "uma" sugiere algo como "yummy" (rico, delicioso) en japonés) del soramimi "u-u-ua-ua".
En 2016, se utiliza la versión "Speedy cake remix" en DDR 2013. 
También la idol virtual Hatsune Miku hace un cover hecho por IA de esta canción en 2025.